# Buchanan (Liberia)
Buchanan (dawniej Grand Bassa) – miasto w południowej Liberii, ośrodek administracyjny okręgu Grand Bassa, nad Oceanem Atlantyckim. Według danych na rok 2008 liczy 34 270 mieszkańców. 
Podczas wojny domowej w Liberii do Buchanan uciekało wielu uchodźców.
Jedną z najważniejszych gałęzi gospodarki w Buchanan stanowi rybołówstwo.